# 田口寛 (作曲家)
田口 寛（たぐち ゆたか、1900年8月29日 - 1979年）は、昭和時代後期の日本で活動した作曲家、教育者。

## 経歴
1900年（明治33年）、岡山県に生まれる。1928年（昭和3年）に東京音楽学校甲種師範科を卒業した後、1931年（昭和6年）から1949年（昭和24年）まで兵庫県の尼崎市立高等女学校（現在の尼崎市立尼崎高等学校）で音楽教諭を務める。学制改革に伴い兵庫県立尼崎高等学校へ転籍し、同校の校歌を作曲した。
1952年（昭和27年）11月、香川大学学芸学部（のち教育学部）教授に着任。在職中は1954年（昭和29年）1月に制定された「香川県民歌」並びに、岡山・香川両県内の小中学校の校歌を作曲する。1964年（昭和39年）に香川大学を定年退官した後、岡山へ帰郷し作陽短期大学（現在の作陽音楽短期大学）教授に着任した。1970年（昭和45年）、京都家政短期大学（現在の京都文教短期大学）教授に至る。
1979年（昭和54年）死去。享年80。

## 作品
「音楽の早期教育とその後の音感教育」（『香川大学学芸学部研究報告 第1部』通号7、1956年） NAID 40000432299

### 自治体歌
- 香川県民歌（作詞：小川楠一）

### 校歌
- 兵庫県立尼崎高等学校校歌[3]
- 津山市立勝北中学校校歌[4]
- 玉野市立荘内中学校校歌[5]
- 丸亀市立城乾小学校 校歌
- 綾川町立昭和小学校校歌[6]
- 観音寺市立粟井小学校校歌